# Hecamede

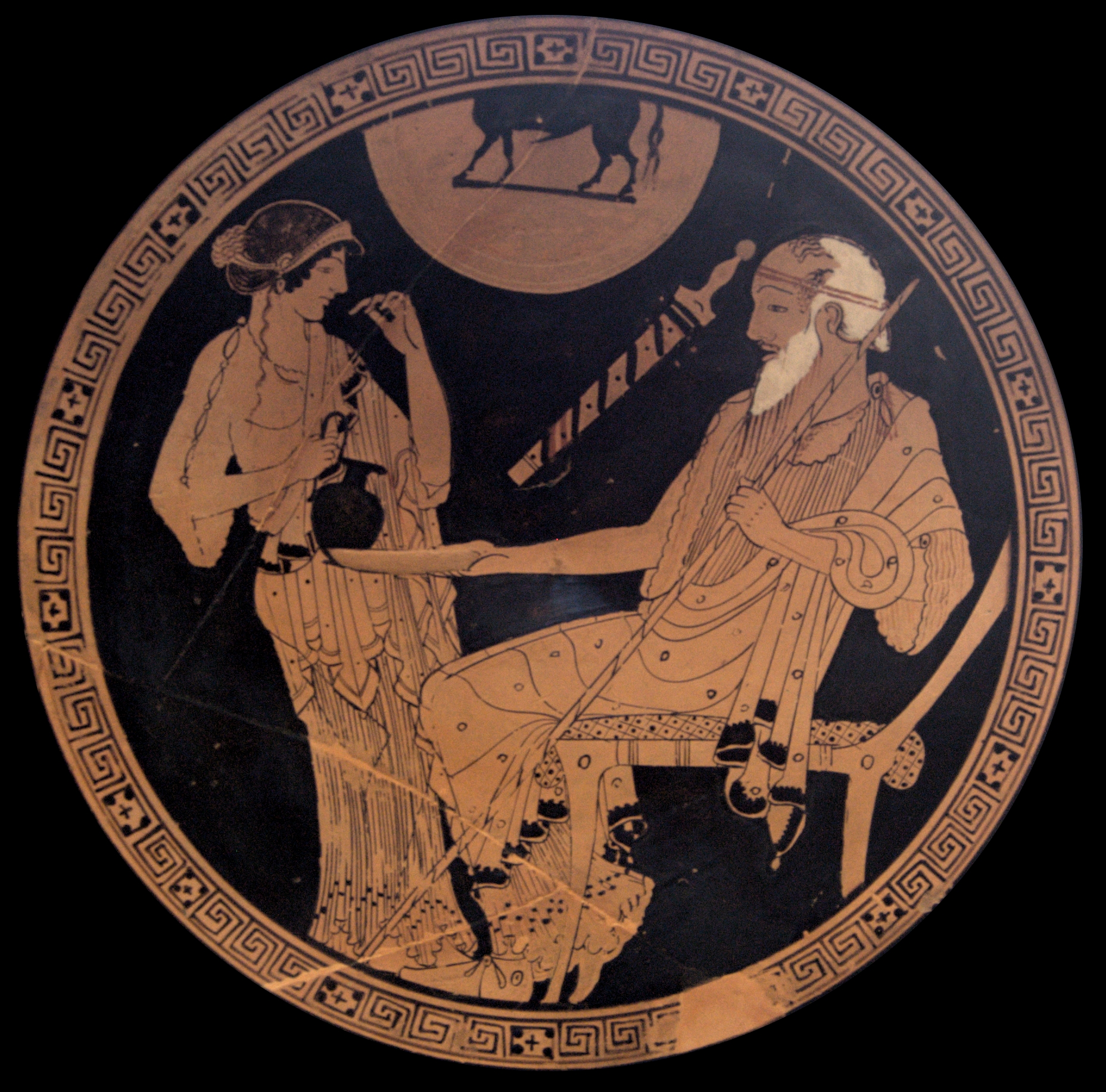
Hecamede servint Nèstor (altres interpretacions sostenen que es tracta de Briseida i Fènix), Museu del Louvre.

Segons la Ilíada, Hecamede (en grec antic: Ἑκαμήδη) va ser una filla d'Arsínous, capturada per Aquil·les a l'illa de Ténedos quan es dirigia a la guerra de Troia, i lliurada com a captiva al rei Nèstor. Apareix al Cant XI de la Ilíada, quan Nèstor i Macàon arriben a la tenda del primer després de la batalla que havia tingut lloc.